# Julius Klengel
Julius Klengel (Lipsia, 24 settembre 1859 – 27 ottobre 1933) è stato un violoncellista tedesco.

## Biografia
Figlio di un avvocato, un musicista dilettante e amico di Felix Mendelssohn inizialmente studiò con il padre, in seguito ebbe come insegnante Emil Hegar. 
Dopo aver compiuto 15 anni Klengel collaborò alla Gewandhausorchester Leipzig. Iniziò a viaggiare preferendo la strada come solista. Diventò docente alla Università della Musica e del Teatro di Lipsia, fra i suoi allievi Emanuel Feuermann, Guilhermina Suggia, Paul Grümmer, Gregor Piatigorsky e William Pleeth.
Egli ha composto, fra gli altri, 4 concerti per violoncello e 2 per violoncello e violino. Sua figlia Eva Klengel aprì una scuola per giovani violoncellisti.